# 斉藤国雄
斉藤 国雄（さいとう くにお、1940年 - ）は、日本出身の国際公務員。日本人初の国際通貨基金（IMF）局長で、IMFアジア太平洋局長や、IMFアジア太平洋地域事務所初代所長を務めた。

## 人物・経歴
1964年一橋大学経済学部卒業、大蔵省（のちの財務省）入省。エディンバラ大学経済学部大学院を卒業して、M.Sc.Econ.（経済学修士）の学位を取得したのち、1969年から国際通貨基金に移り、1989年国際通貨基金アジア太平洋局次長に就任。1991年国際通貨基金アジア太平洋局長。1997年に国際通貨基金アジア太平洋地域事務所が設立されると、初代所長に就任し2002年まで務めた。退任後、2003年の富士大学大学院経済・経営システム研究科創設時から教鞭を執り、2020年まで同教授を務めた。

## 著書
- 『アジアの金融・資本市場―危機の内層』（内海孚, 王東明, 東茂樹, 尹敏鎬, 奥田英信, 山川哲史, 白鳥正喜共著）慶應義塾大学出版会  2000年